# Rhinorex
Rhinorex („král čenichů“) byl rod kachnozobého dinosaura z tribu Kritosaurini, který žil zhruba před 75 miliony let (geologický věk kampán, období pozdní křídy) na území dnešní Severní Ameriky (Utah v USA).

## Historie
Fosilie tohoto býložravého dinosaura byly objeveny v sedimentech souvrství Neslen na území centrálního Utahu. Holotyp má katalogové označení BYU 13258 a jedná se o částečně dochovanou artikulovanou kostru (lebku, páteř a pánevní pletenec). Formálně byl typový druh Rhinorex condrupus popsán roku 2014. Rodové jméno odkazuje k "vysokému profilu čenichu", typickému pro tuto skupinu hadrosauridů. Druhové znamená doslova "pohřben pod útesy" a odkazuje k lokalitě Book Cliffs (Thompson Canyon), kde byla fosilie objevena.

## Popis
Tento hadrosaurid dosahoval délky zhruba 9 metrů a hmotnosti kolem 3500 kilogramů. Představoval potravně specializovaného stádního býložravce, spásajícího nízko rostoucí vegetaci.

## Zařazení
Rhinorex byl zástupcem kritosaurinů (hadrosaurinních hadrosauridů) velmi blízce příbuzným rodu Gryposaurus.